# Oxychilus tomlini
Oxychilus tomlini is een slakkensoort uit de familie van de Oxychilidae. De wetenschappelijke naam van de soort is voor het eerst geldig gepubliceerd in 1905 door Smith.